# Effetto di trascinamento
L'effetto di trascinamento o frame-dragging è un effetto previsto dalla teoria della relatività generale che comporta che i corpi rotanti trascinino lo spaziotempo nel loro intorno.
Fu scoperto sul piano teorico nel 1918 dai fisici austriaci Josef Lense e Hans Thirring ed è per questo noto anche come effetto Lense-Thirring. Lense e Thirring previdero che la rotazione di un oggetto doveva portare a una modifica dello spazio e del tempo tale da trascinare un oggetto circostante al di fuori dalla posizione prevista dalla fisica newtoniana classica. L'effetto risulta tuttavia molto piccolo, circa una parte per trilione, tanto che per rilevarlo è necessario esaminare un oggetto molto massivo o costruire uno strumento che sia molto sensibile.
Più in generale, il tema degli effetti di campo causati dalla materia in movimento è noto come gravitomagnetismo.

## Effetti di trascinamento
Il frame-dragging rotazionale è avvertibile in prossimità di oggetti massivi rotanti. Sotto tale effetto, il sistema di riferimento in cui un orologio scandisce più velocemente il tempo è quello che sta ruotando attorno all'oggetto, se visto da un osservatore distante. Questo significa anche che la luce che viaggia nella direzione della rotazione dell'oggetto si muoverà attorno all'oggetto più velocemente della luce che va in senso contrario alla rotazione, sempre vista da un osservatore lontano. Attualmente è l'effetto più conosciuto, anche grazie all'esperimento della sonda gravitazionale Gravity Probe B.
Il frame-dragging lineare è, analogamente, una conseguenza inevitabile del principio della relatività generale applicato al momento lineare. Sebbene esso abbia probabilmente la stessa legittimazione teorica dell'effetto "rotazionale", la difficoltà di ottenere una verifica sperimentale dell'effetto implica che esso riceve molto meno attenzione ed è spesso omesso negli articoli riguardanti il frame-dragging (ma vedi Einstein, 1921).
L'aumento di massa statica è il terzo effetto notato da Einstein nel suo stesso saggio.  L'effetto è un aumento in inerzia di un corpo quando altre masse sono poste nelle vicinanze. Sebbene non sia strettamente un effetto di trascinamento, infatti Einstein non usa tale termine, egli dimostra la sua derivazione dalla stessa equazione della relatività generale. È oltretutto un effetto talmente piccolo che è difficile da confermare sperimentalmente.

## Verifiche sperimentali del frame-dragging
Nel 1976 Van Patten ed Everitt proposero di attuare una missione mirata a misurare la precessione del nodo di Lense-Thirring di un paio di veicoli spaziali orbitanti in senso inverso collocati in orbite polari terrestri e dotati di apparecchi drag-free, cioè liberi da effetto di trascinamento.
La prima proposta di utilizzare il satellite LAGEOS e la tecnica del Satellite Laser Ranging (SLR) per misurare l'effetto Lense-Thirring risale al 1977-1978, anche se con uno scenario limitato all'utilizzo dei corpi orbitanti già esistenti. 
Si è effettivamente iniziato ad eseguire i test nel 1996 utilizzando i satelliti LAGEOS e LAGEOS II, secondo una strategia che coinvolgeva l'uso di un'idonea combinazione dei nodi di entrambi i satelliti e il perigeo del LAGEOS II. Le ultime prove con i satelliti LAGEOS sono state eseguite nel 2004-2006 scartando il perigeo del LAGEOS II e usando una combinazione lineare che coinvolgesse soltanto i nodi di entrambi i veicoli spaziali.
L'esperimento del Gravity Probe B è attualmente in corso per misurare sperimentalmente un altro effetto gravitomagnetico, vale a dire la precessione di Schiff di un giroscopio, con un'esattezza stimata intorno all'1% o superiore. Purtroppo, sembra che un obiettivo così ambizioso non potrà essere raggiunto: infatti, in primo luogo i risultati preliminari pubblicati nell'Aprile del 2007 puntano verso una precisione finora ottenuta del 256-128%, con la speranza di raggiungere circa il 13% nel dicembre 2007. 
Tuttavia, nel 2008 la Senior Review Report della Astrophysics Division Operating Missions della NASA ha dichiarato che è improbabile che la squadra del Gravity Probe B sia capace di ridurre gli errori al livello necessario per effettuare un test convincente sugli aspetti attualmente non verificati della relatività generale (incluso il frame-dragging).
Recentemente un test indiretto dell'interazione gravitomagnetica con precisione dello 0,1% è stato riportato da Murphy et al. con la tecnica del riflettore lunare (LLR, lunar laser ranging), ma Kopeikin ha messo in dubbio la capacità del LLR di essere sensibile al gravitomagnetismo.
Nel caso di stelle in orbita vicino a un buco nero supermassivo rotante, l'effetto di trascinamento dovrebbe causare la precessione del piano orbitale della stella intorno all'asse di rotazione del buco nero. Questo effetto dovrebbe essere rilevabile nei prossimi anni attraverso il monitoraggio astrometrico delle stelle al centro della galassia Via Lattea.
Confrontando il tasso di precessione orbitale di due stelle su orbite differenti, è possibile in linea di principio verificare il teorema dell'essenzialità della relatività generale relativo ai buchi neri, oltre a misurare il movimento rotatorio del buco nero.
Un altro esperimento è LARES dell'ASI (Agenzia Spaziale Italiana) con partner industriale OHB Italia. Il satellite è stato lanciato con il viaggio inaugurale del VEGA con l'obbiettivo dichiarato di misurare l'effetto con una precisione migliore rispetto ai satelliti LAGEOS dai quali è stato ispirato il design.

## Prova astronomica
I getti relativistici possono fornire prove in merito all'esistenza del frame-dragging.  Le forze gravitomagnetiche prodotte dall'effetto Lense-Thirring (effetto di trascinamento) dentro l'ergosfera di buchi neri rotanti combinato con il meccanismo di estrazione d'energia di Penrose è stato usato per spiegare le proprietà osservate nei getti relativistici.  Il modello gravitomagnetico sviluppato da Reva Kay Williams prevede l'osservazione di particelle ad alta energia (~GeV) emesse dalle quasar e dai nuclei galattici attivi; l'estrazione di raggi X, raggi γ e coppie relativistiche e-e+; i getti collimati attorno all'asse polare e la formazione asimmetrica di getti (relativi al piano orbitale).

## Derivazione matematica del frame-dragging
Il frame-dragging può essere descritto più facilmente utilizzando la metrica di Kerr, che descrive la geometria dello spazio-tempo in prossimità di una massa M rotante con momento angolare J
{\displaystyle c^{2}d\tau ^{2}=\left(1-{\frac {r_{s}r}{\rho ^{2}}}\right)c^{2}dt^{2}-{\frac {\rho ^{2}}{\Lambda ^{2}}}dr^{2}-\rho ^{2}d\theta ^{2}}
{\displaystyle -\left(r^{2}+\alpha ^{2}+{\frac {r_{s}r\alpha ^{2}}{\rho ^{2}}}\sin ^{2}\theta \right)\sin ^{2}\theta \ d\phi ^{2}+{\frac {2r_{s}r\alpha c\sin ^{2}\theta }{\rho ^{2}}}d\phi dt}
dove rs è il raggio di Schwarzschild
{\displaystyle r_{s}={\frac {2GM}{c^{2}}}}
e dove le seguenti variabili "stenografiche" sono state introdotte per brevità
{\displaystyle \alpha ={\frac {J}{Mc}}}
{\displaystyle \rho ^{2}=r^{2}+\alpha ^{2}\cos ^{2}\theta \,\!}
{\displaystyle \Lambda ^{2}=r^{2}-r_{s}r+\alpha ^{2}\,\!}
Nel limite non relativistico dove M (o, in modo equivalente, rs) va a zero, la metrica di Kerr diventa la metrica ortogonale per le coordinate sferoidali oblate
{\displaystyle c^{2}d\tau ^{2}=c^{2}dt^{2}-{\frac {\rho ^{2}}{r^{2}+\alpha ^{2}}}dr^{2}-\rho ^{2}d\theta ^{2}-\left(r^{2}+\alpha ^{2}\right)\sin ^{2}\theta d\phi ^{2}}
Noi possiamo riscrivere la metrica di Kerr nella seguente forma
{\displaystyle c^{2}d\tau ^{2}=\left(g_{tt}-{\frac {g_{t\phi }^{2}}{g_{\phi \phi }}}\right)dt^{2}+g_{rr}dr^{2}+g_{\theta \theta }d\theta ^{2}+g_{\phi \phi }\left(d\phi +{\frac {g_{t\phi }}{g_{\phi \phi }}}dt\right)^{2}}
Questa metrica è equivalente a un sistema di riferimento co-rotante che ruota con una velocità angolare Ω che dipende sia dal raggio r che dalla colatitudine θ
{\displaystyle \Omega =-{\frac {g_{t\phi }}{g_{\phi \phi }}}={\frac {r_{s}\alpha rc}{\rho ^{2}\left(r^{2}+\alpha ^{2}\right)+r_{s}\alpha ^{2}r\sin ^{2}\theta }}}
Nel piano dell'equatore questo si semplifica in:
{\displaystyle \Omega ={\frac {r_{s}\alpha c}{r^{3}+\alpha ^{2}r+r_{s}\alpha ^{2}}}}
Quindi, un sistema di riferimento inerziale viene trascinato dalla massa rotante centrale per partecipare alla rotazione di quest'ultima; questo è il frame-dragging.

Le due superfici sulle quali la metrica di Kerr sembra avere delle singolarità; la superficie interna è l'orizzonte degli eventi, mentre la superficie esterna è uno sferoide oblato. L'ergosfera si trova tra queste due superfici; dentro questo volume, la componente puramente temporale g_{tt} è negativa, cioè agisce come una componente metrica esclusivamente spaziale. Di conseguenza, le particelle all'interno di questa ergosfera devono co-ruotare con la massa interna, se vogliono conservare il loro carattere temporale.

Una versione estrema di frame dragging succede all'interno dell'ergosfera di un buco nero rotante. La metrica di Kerr ha due superfici su cui sembra essere singolare.  La superficie interna corrisponde a un orizzonte degli eventi sferico simile a quello osservato nella metrica di Schwarzschild; questo succede in
{\displaystyle r_{interno}={\frac {r_{s}+{\sqrt {r_{s}^{2}-4\alpha ^{2}}}}{2}}}
dove la componente puramente radiale grr della metrica va all'infinito. La superficie esterna non è una sfera, ma uno sferoide oblato che tocca la superficie interna ai poli dell'asse di rotazione, dove la colatitudine θ è uguale a 0 o π; il suo raggio è definito dalla formula
{\displaystyle r_{esterno}={\frac {r_{s}+{\sqrt {r_{s}^{2}-4\alpha ^{2}\cos ^{2}\theta }}}{2}}}
dove la componente puramente temporale gtt della metrica cambia segno da positivo a negativo. Lo spazio tra queste due superfici viene chiamato ergosfera.  Una particella che si muove sperimenta un tempo proprio positivo lungo la sua linea di universo, il suo percorso attraverso lo spazio-tempo.  Tuttavia, questo è impossibile all'interno dell'ergosfera, dove gtt è negativo, a meno che la particella non co-ruoti con la massa interna M con una velocità angolare almeno di Ω. Tuttavia, come visto sopra, il frame-dragging si verifica su ogni massa rotante e ad ogni raggio r e colatitudine θ, non solo dentro l'ergosfera.

### Effetto Lense-Thirring all'interno di un guscio rotante
All'interno di un guscio sferico rotante l'accelerazione dovuta all'effetto Lense-Thirring sarebbe
{\displaystyle {\bar {a}}=-2d_{1}\left({\bar {\omega }}\times {\bar {v}}\right)-d_{2}\left[{\bar {\omega }}\times \left({\bar {\omega }}\times {\bar {r}}\right)+2\left({\bar {\omega }}{\bar {r}}\right){\bar {\omega }}\right]}
dove i coefficienti sono
{\displaystyle d_{1}={\frac {4MG}{3Rc^{2}}}}
{\displaystyle d_{2}={\frac {4MG}{15Rc^{2}}}}
per MG<<Rc^2 o più precisamente,
{\displaystyle d_{1}={\frac {4\alpha (2-\alpha )}{(1+\alpha )(3-\alpha )}},\alpha ={\frac {MG}{2Rc^{2}}}}
Lo spaziotempo dentro il guscio sferico rotante non sarà uniforme. Per avere all'interno uno spazio-tempo uniforme, la sfera rotante dovrebbe avere forma non-sferica e deve essere permessa la variazione della densità di massa.